# Chung kết Cúp bóng đá Đức 2025
Trận chung kết Cúp bóng đá Đức 2025 sẽ quyết định đội chiến thắng trong Cúp bóng đá Đức 2024–25, mùa giải thứ 82 của giải đấu cúp bóng đá hàng năm của Đức. Trận đấu sẽ diễn ra vào ngày 24 tháng 5 năm 2025 tại Sân vận động Olympic ở Berlin.
Trận đấu có sự góp mặt của Arminia Bielefeld của 3. Liga và VFB Stuttgart của Bundesliga. Arminia Bielefeld trong lần đầu tiên góp mặt trong trận chung kết, trở thành đội bóng hạng ba thứ tư góp mặt trong một trận chung kết cúp bóng đá Đức.
Đội giành chiến thắng sẽ trở thành chủ nhà của mùa giải 2025 diễn ra vào đầu mùa giải tới, và sẽ gặp đội vô địch của Bundesliga 2024–25, trừ khi một đội vô địch cả Bundesliga và cúp bóng đá Đức, hoàn thành cú đúp. Trong trường hợp đó, đội á quân của Bundesliga sẽ trở thành chủ nhà. Đội vô địch cúp bóng đá Đức sẽ tự động góp mặt tại vòng bảng của UEFA Europa League 2025–26. Tuy nhiên, nếu đội vô địch đã đủ điều kiện góp mặt tại UEFA Champions League 2025–26 dựa trên vị trí trên bảng xếp hạng của Bundesliga, suất dự sẽ chuyển cho đội xếp thứ sáu, đồng thời đội xếp thứ bảy sẽ có suất dự vòng play–off của UEFA Conference League

## Các đội bóng
Trong bảng sau, các trận chung kết cho đến năm 1943 thuộc kỷ nguyên Tschammerpokal, kể từ năm 1953 thuộc kỷ nguyên DFB-Pokal.
| Đội               | Các lần tham dự trận chung kết trước (in đậm thể hiện năm vô địch) |
| ----------------- | ------------------------------------------------------------------ |
| Arminia Bielefeld | Không có                                                           |
| VfB Stuttgart     | 6 (1954, 1958, 1986, 1997, 2007, 2013)                             |

Arminia Bielefeld tham dự trận chung kết cúp bóng đá Đức đầu tiên, trở thành đội đầu tiên của 3. Liga làm được điều này. Họ là đội thứ tư tới từ giải hạng ba tới trận chung kết, cùng với Hertha BSC II vào 1993, Energie Cottbus vào 1997 và Union Berlin vào 2001—mỗi đội đều để thua trận chung kết.

## Đường đến trận chung kết
DFB-Pokal bắt đầu với 64 đội trong một giải đấu loại trực tiếp. Có tổng cộng năm vòng đấu dẫn đến trận chung kết. Các đội được bốc thăm với nhau và đội thắng sau 90 phút sẽ đi tiếp. Nếu vẫn hòa, 30 phút hiệp phụ sẽ được diễn ra. Nếu tỷ số vẫn bằng nhau, loạt sút luân lưu được sử dụng để xác định đội giành chiến thắng.
Ghi chú: Trong tất cả các kết quả dưới đây, điểm của đội vào chung kết được đưa ra trước (H: sân nhà; A: sân khách).
| Arminia Bielefeld | Arminia Bielefeld | Round                   | VfB Stuttgart        | VfB Stuttgart |
| ----------------- | ----------------- | ----------------------- | -------------------- | ------------- |
| Đối thủ           | Kết quả           | Cúp bóng đá Đức 2024–25 | Đối thủ              | Kết quả       |
| Hannover 96       | 2–0 (H)           | Vòng đầu tiên           | Preußen Münster      | 5–0 (A)       |
| Union Berlin      | 2–0 (H)           | Vòng 2                  | 1. FC Kaiserslautern | 2–1 (H)       |
| SC Freiburg       | 3–1 (H)           | Vòng 16 đội             | Jahn Regensburg      | 3–0 (A)       |
| Werder Bremen     | 2–1 (H)           | Tứ kết                  | FC Augsburg          | 1–0 (H)       |
| Bayer Leverkusen  | 2–1 (H)           | Bán kết                 | RB Leipzig           | 3–1 (H)       |

## Trận đấu

### Chi tiết
| Arminia Bielefeld                 | 2–4      | VfB Stuttgart                                 |
| --------------------------------- | -------- | --------------------------------------------- |
| - Kania 82' - Vagnoman 85' (l.n.) | Chi tiết | - Woltemade 15' - Millot 22', 66' - Undav 28' |

| Arminia Bielefeld | VfB Stuttgart |

| GK               | 1            | Jonas Kersken       |     |     |
| RB               | 2            | Felix Hagmann       |     | 46' |
| CB               | 19           | Maximilian Großer   |     |     |
| CB               | 23           | Leon Schneider      | 53' |     |
| LB               | 4            | Louis Oppie         |     |     |
| DM               | 21           | Stefano Russo       |     |     |
| CM               | 6            | Mael Corboz (c)     |     |     |
| CM               | 8            | Sam Schreck         |     | 46' |
| RW               | 37           | Noah Sarenren Bazee | 25' | 59' |
| LW               | 38           | Marius Wörl         |     | 83' |
| CF               | 11           | Joel Grodowski      |     | 80' |
| Dự bị:           |              |                     |     |     |
| GK               | 18           | Leo Oppermann       |     |     |
| DF               | 3            | Joel Felix          | 90' | 59' |
| DF               | 24           | Christopher Lannert |     | 46' |
| MF               | 10           | Nassim Boujellab    |     |     |
| MF               | 13           | Lukas Kunze         |     | 83' |
| MF               | 17           | Merveille Biankadi  |     |     |
| FW               | 7            | Julian Kania        |     | 80' |
| FW               | 22           | Mika Schroers       |     |     |
| FW               | 30           | Isaiah Young        |     | 46' |
| Huấn luyện viên: |              |                     |     |     |
| Michél Kniat     | Michél Kniat | Michél Kniat        | 53' |     |

| GK               | 33 | Alexander Nübel        |     |     |
| RB               | 4  | Josha Vagnoman         | 27' |     |
| CB               | 14 | Luca Jaquez            |     |     |
| CB               | 24 | Jeff Chabot            |     | 76' |
| LB               | 7  | Maximilian Mittelstädt |     |     |
| CM               | 16 | Atakan Karazor (c)     |     |     |
| CM               | 6  | Angelo Stiller         |     | 87' |
| RW               | 8  | Enzo Millot            | 67' | 69' |
| AM               | 26 | Deniz Undav            |     |     |
| LW               | 27 | Chris Führich          |     | 69' |
| CF               | 11 | Nick Woltemade         |     |     |
| Dự bị:           |    |                        |     |     |
| GK               | 1  | Fabian Bredlow         |     |     |
| DF               | 3  | Ramon Hendriks         |     | 69' |
| DF               | 15 | Pascal Stenzel         |     |     |
| DF               | 29 | Finn Jeltsch           |     | 76' |
| MF               | 5  | Yannik Keitel          |     |     |
| MF               | 28 | Nikolas Nartey         |     | 87' |
| FW               | 9  | Ermedin Demirović      |     | 69' |
| FW               | 18 | Jamie Leweling         |     |     |
| FW               | 25 | Jacob Bruun Larsen     |     |     |
| Huấn luyện viên: |    |                        |     |     |
| Sebastian Hoeneß |    |                        |     |     |

| Trợ lý trọng tài:' Benedikt Kempkes Nikolai Kimmeyer Trọng tài thứ tư:' Robert Hartmann Trợ lý trọng tài dự phòng' Sascha Thielert Trợ lý trọng tài video: Benjamin Brand Trợ lý tổ trợ lý trọng tài video: Felix-Benjamin Schwerme | Quy tắc trận đấu - 90 phút. - 30 phút hiệp phụ nếu cần thiết. - Loạt sút luân lưu nếu vẫn có tỷ số hòa. - Được phép thay tối đa 5 cầu thủ. |